# Gneu Corneli Lèntul (cònsol 18 aC)
Gneu Corneli Lèntul (en llatí: Gnaeus Cornelius L. F. Lentulus) va ser un magistrat romà del segle i aC. Va ser elegit cònsol l'any 18 aC juntament amb Publi Lèntul Marcel·lí, en temps de l'emperador August i quan la magistratura de cònsol ja no tenia poder executiu efectiu.
Segons Smith, seria germà de Luci Corneli Lèntul, cònsol l'any 3 aC, de manera que el seu pare seria un fill de Luci Corneli Lèntul Níger; altrament, podria ser fill de Luci Corneli Lèntul Crus, i germà de Luci Corneli Lèntul Cruscel·lió. Probablement va ser el pare de Cos Corneli Lèntul Getúlic.